# Pylaji
Pylaji (ukr. Пиляї) – wieś na Ukrainie, w obwodzie chmielnickim, w rejonie szepetowskim, w hromadzie Łenkiwci. W 2001 liczyła 259 mieszkańców, spośród których 254 wskazało jako ojczysty język ukraiński, 4 rosyjski, a 1 inny.